# 支婁迦讖
支 婁迦讖（し ろうかせん、梵: Lokakṣema、ローカクシェーマ、147年頃 - 没年不詳）は、中国後漢の霊帝と献帝の時代に、西域より渡来した訳経僧である。月氏の出身。支楼迦讖、支讖とも称される。

## 概要
中国に来朝したのは、桓帝代の末期（167年頃）であり、安世高の来朝よりは少し遅れる。都の洛陽に来て、初めて大乗経典を漢訳した。その活動は約20年間に及び、14部の大乗経を漢訳した。
『般舟三昧経』と『道行般若経』の場合、その経記が残っており、179年（光和2年）に漢訳されたことが分かる。

## 主な訳出経典
- 『道行般若経』（八千頌般若経の異訳）
- 『般舟三昧経』
- 『阿闍世王経』
- 『阿閦仏国経』
- 『仏説無量清浄平等覚経』（仏説無量寿経の異訳）

## 伝記資料
- 『高僧伝』巻1